# Clebs

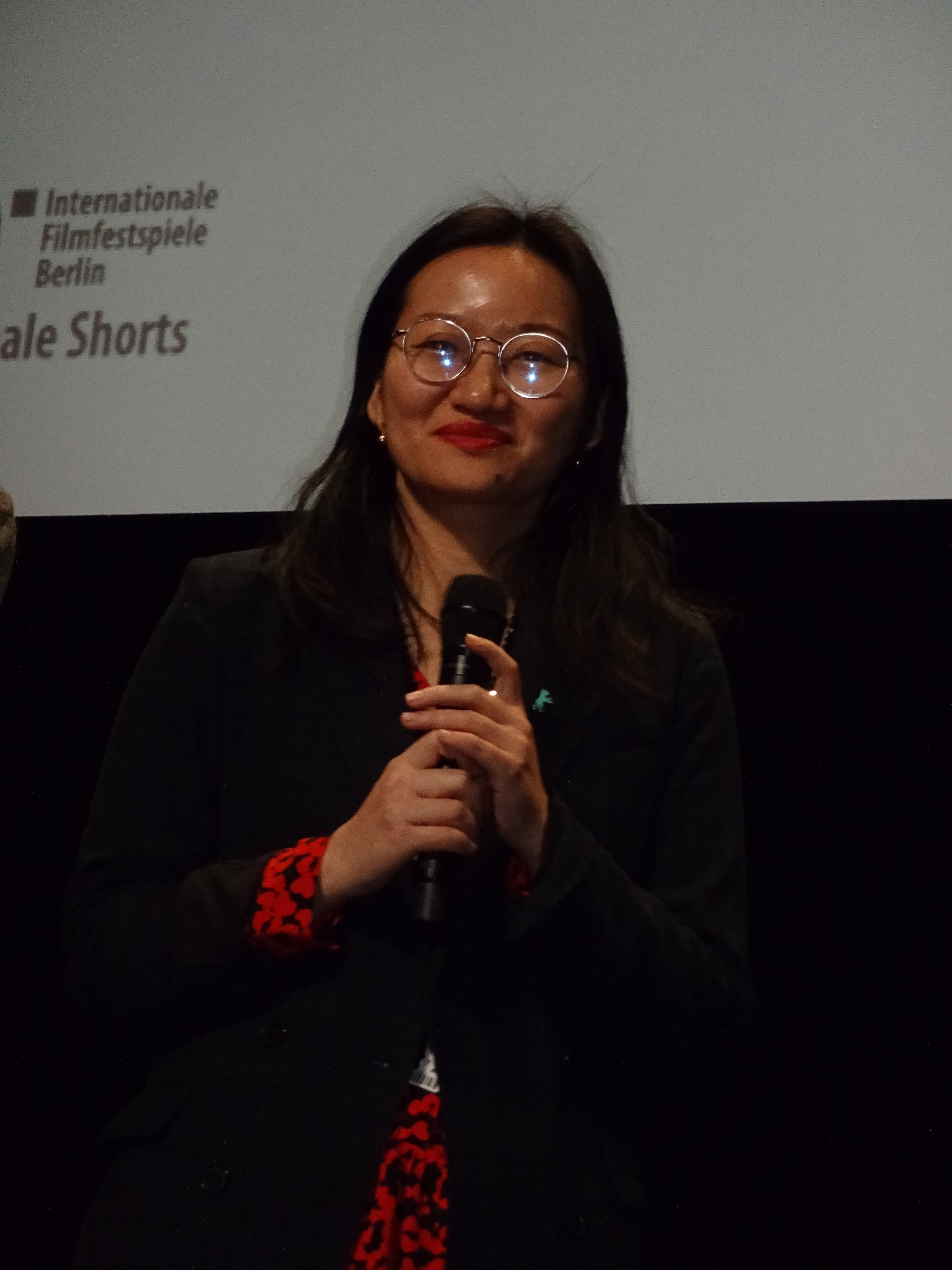
Xi Feng, Editorin von Clebs, Februar 2020

Clebs (deutsche Übersetzung: Köter; englischer Festivaltitel Mutts) ist ein kanadisch-marokkanischer Dokumentarfilm unter der Regie von Halima Ouardiri aus dem Jahr 2019. Der Film feierte seine Weltpremiere am 17. November 2019 auf dem Festival international du film francophone en Acadie (FICFA) in Moncton, Kanada. Europapremiere war bei der Berlinale 2020. Er lief in der Sektion Generation 14plus und gewann dort den Gläsernen Bären für den besten Kurzfilm.

## Inhalt
Der Film lässt das Publikum an einem Tag in einer Auffanganstalt für streunende Hunde in der marokkanischen Wüste teilhaben.
Er zeigt typische Abläufe, eine monotone, ausgeklügelte Routine: Die Ruhe am frühen Morgen, die Schlafstellen im Stall, das Füttern im Hof, das Liegen im Schatten des Gebäudes während der Mittagshitze, das abendliche Lagern im Hof, wenn Stille eingetreten ist. Das Publikum sieht typische Interaktionen: Die Hunde drängen einander zur Seite, eine Hündin weist ein Männchen ab, Welpen trinken, gelegentlich bellt ein Tier ein anderes aggressiv an. In vielen Szenen schafft die Vielfalt der Braun-Weiß-Töne des Fells der Mischlinge, des Tierfutters und des sandigen Bodens ästhetische Bilder.
Nur selten sind in diesem Film Menschen zu sehen. Sie versorgen die Hunde fast wortlos, öffnen Stalltüren, wenn es Futter gibt, und schließen sie abends, damit die Tiere nachts im Hof bleiben, und entsorgen den Mist. Der Film kommt ohne Dialoge aus. Die Laute der Hunde, das Bellen, Fressen und Trinken, stehen im Kontrast zu Phasen der Stille, etwa ganz am Anfang des Films.
Am nächsten Morgen sendet das Radio Nachrichten über Flüchtlingszahlen. Es ist zu hören, dass bisher die meisten Flüchtlinge von armen Ländern aufgenommen wurden. Durch diese unerwartete Wendung werden Parallelen zur sozialpolitischen Situation Nordafrikas gezogen.
Im Abspann erfährt das Publikum, dass in diesem Tierasyl (französisch: refuge) 750 Hunde auf Paten warten. Dabei wird das französische Wort refuge verwendet, das man auch für Zufluchtsorte für Menschen benutzt.

## Hintergrund
Regie führte Halima Ouardiri, Kamerafrau war Anna Cooley und für den Filmschnitt war Xi Feng verantwortlich. Ouardiri erzählte dem italienischen Filmmagazin Il Secolo XIX, dass die Idee für den Film von einem Bild ausgegangen sei, das sie auf der Facebook-Seite von Le Coeur sur la Patte, einer Organisation, die Streuner in Marokko fängt, kastriert und impft und neu vermittelt: es habe ein Heim für Straßenhunde gezeigt, in dem hunderte von Hunden dicht an dicht zu sehen gewesen seien, was das Bild komplett ausgefüllt habe. Die sich ähnelnden Ockertöne der Tiere hätten sie als Bild fasziniert. Eine weitere Inspirationsquelle sei das Diptychon Fighting Dogs des New Yorker Künstlers Dan Witz gewesen.
Gedreht wurde in Taroudant, Marokko nahe Agadir in der von Michèle Augsburger, der Initiatorin von Le Coer sur la Patte, eröffneten Auffangstation für Hunde, in der sich zu dem Zeitpunkt rund 750 Hunde aufhielten. Die Rechtslage in Marokko ist für Tierschützer schwierig, da seitens der Behörden immer wieder Massentötungen an Straßenhunden durchgeführt werden, geimpft und versorgt oder nicht.
Die Dreharbeiten dauerten fünf Tage an. Oardiri dazu im Interview: „Wir kamen gewöhnlich am Morgen und blieben bis zum Ende des Tages. In der Auffangstation gibt es keinen Strom, wir mussten uns daher auf unsere Kameraakkus verlassen. So kamen wir nur auf rund zwei Stunden Filmmaterial am Tag, was nicht viel ist. Wenn es möglich war, haben wir die Einstellungen sehr genau geplant, oder Anna, unsere Kamerafrau, hat einfach gefilmt und still die Bewegungen der Hunde verfolgt.“
Produziert wurde der Film von Halima Ouardiri und Abel Aflam, Casablanca. Der Weltvertrieb liegt bei La Distributrice de Films, Montreal.
Der Film feierte seine Weltpremiere am 17. November 2019 auf dem Rencontres du documentaire de Montréal und lief im selben Monat auch auf dem Festival international du film francophone en Acadie (FICFA) in Moncton, Kanada.

## Kritik
Die italienische Rezensentin von Il Secolo XIX, Diana Letizia, führt aus, der Film zeige in seiner Einfachheit nahezu die Sinnlosigkeit jeder Theorie über die vermeintliche ‚Natur‘ des Hundes, wenn dieser anhaltend seines Wesens beraubt wird – in der Natur in diesem Fall, aber eben noch häufiger in unseren eigenen vier Wänden. „Der Film ist ein Schlag in die Magengrube, der vordergründig auf die Gleichgültigen abzielt, diejenigen, die sich um Lebewesen im Allgemeinen schon wenig scheren, schon gar nicht um Hunde. Aber er ist auch ein schwerer Schlag für all die, die mit Kraft und Leidenschaft versuchen, andere davon zu überzeugen, wie wichtig es ist, auch dem Hund seine Individualität zurückzugeben, der uns so nah ist: dem Haustier, das in der Familie lebt, dessen Schicksal auf Gedeih und Verderb mit unserem verknüpft ist.“
Ismaël Houdassine von Radio Canada International sieht den Film als eine „Reflexion über das Leben von Millionen von Menschen auf der Suche nach einem gastfreundlichen Land.“ Der Film suggeriere Vieles, ohne ein Wort darüber zu verlieren.

## Auszeichnungen
Auf der Berlinale lief der Film in der Sektion Generation 14plus und gewann dort den Gläsernen Bären für den besten Kurzfilm. Die Jurybegründung führt aus: „Die Bilder, das Licht, die Farben und die Geräusche haben uns sehr beeindruckt. Die Kamera hat uns mitgenommen und mitten ins Geschehen gestellt; mitten rein in eine Gemeinschaft, ein Zusammenleben und Zusammengehören hunderter Individuen. ... Der Film verbindet Ästhetik und Banalität. Er verbindet Alltag und Politik. Er erzählt vom Leben und lässt uns fühlen und verstehen.“
Außerdem erhielt Clebs auf der Berlinale 2020 den Spezialpreis der Internationalen Jury von Generation 14plus für den Besten Kurzfilm im Wert von 2.500 Euro, gestiftet von der Bundeszentrale für Politische Bildung. Die Jury war der Meinung, der Film entwickle sich trotz einfachster Grundvoraussetzungen zu einer „kraftvollen Auseinandersetzung mit Menschlichkeit, Gesellschaft, Tieren und der Untrennbarkeit zwischen ihnen. Eine beeindruckende Arbeit, die sowohl vom Gewissen, als auch vom Herzen geprägt ist, und uns dem Verständnis unserer immensen globalen Krise näherbringt.“